# Coordonate eliptice

sistem de coordonate eliptic

Coordonatele  eliptice sunt un sistem de coordonate ortogonal raportate la conice.